# Anselmo de Gomendio
Anselmo de Gomendio (Oñate 1761 - 1842) fue un marino y militar  guipuzcoano del País Vasco (España).
Tuvo una dilatada carrera militar destacando su participación en las batallas de Argel y Trafalgar, donde fue apresado por los ingleses.
Continuó luchando en la Guerra de la Independencia contra los franceses y su  último cargo fue  el  de comandante del puerto de  Pasajes.

## Biografía
Nació en la localidad de Oñate, Guipúzcoa en el 1761 entró pronto a la carrera militar, obteniendo en el 1776 la plaza como guardia marina en Ferrol, aunque posteriormente navegó por Europa hasta el 1804. 
Participó en las campañas de Argel bajo las órdenes de Antonio Barceló entre 1783 y 1784, luchando en nueve combates y resultando gravemente herido en alguno de ellos.
Cuando los ingleses sitiaron Cádiz en 1797, Gomendio participó en su defensa bajo las órdenes del general Mazarredo dirigiendo una lancha cañonera en la entrada del puerto.
El 21 de octubre de 1805, en la batalla de Trafalgar,  figuraba como segundo comandante del navío San Ildefonso hundido por los ingleses, siendo apresado y conducido junto con otros tripulantes a Gibraltar, primero, y a Portsmouth después, aunque regresó a la Península tras un canje de prisioneros.
Entre 1808 y 1811 luchó contra la Armada Francesa en el marco de la guerra de la Independencia.
En 1813 se retiró a su tierra natal asumiendo la comandancia militar de la Marina de San Sebastián en 1818 y la capitanía del Puerto de Pasajes en 1821.
Por la defensa de sus ideas progresistas y liberales en el Trienio Liberal de 1820-1823, fue apartado de la Armada de Fernando VII.
Una vez transcurrida la denominada Década Ominosa,y tras el advenimiento del Estado Liberal por Isabel II, obtuvo en 1833 el alto grado de jefe de Escuadra y fue homenajeado recibiendo la Gran Cruz de San Hermenegildo en 1833.